# SWAT 3: Close Quarters Battle
SWAT 3: Close Quarters Battle ist ein taktischer Ego-Shooter, der von Sierra Northwest entwickelt und von Sierra Entertainment am 6. Dezember 1999 für Microsoft Windows veröffentlicht wurde. Eine Version für Dreamcast war für das Folgejahr geplant, aber wurde nie veröffentlicht. Es ist der dritte Teil innerhalb der SWAT-Reihe. Mit der SWAT 3: Close Quarters Battle – Elite Edition erschien am 20. November 2000 eine Version, die einen Mehrspielermodus sowie neue Missionen und Spielmodi hinzufügte. 2001 erschien mit SWAT 3: Tactical Game of the Year Edition eine weitere Neuauflage, die neue Missionen und Trainingsvideos für SWAT-Einsatzkräfte beinhaltet. Diese Version auf GOG.com digital wieder veröffentlicht. Mit SWAT 4 existiert ein Nachfolger.

## Spielprinzip
Es handelt sich um eine Simulation der SWAT-Teams des Los Angeles Police Department, bei dem der Spieler Gewaltverbrechen und Terrorismus im Großraum Los Angeles bekämpfen muss. Dabei liegt der Fokus auf realistischen Polizeimethoden und -taktiken. So ist der Einsatz von Schusswaffen nur bei unmittelbarem Zwang erlaubt. Es gilt Gewalttäter festzunehmen, anstatt sie wie im Ego-Shooter-Genre sonst üblich bei Sichtkontakt sofort zu erschießen. Kommt es zum Schusswaffeneinsatz, so werden realistische Close Quarters Battle simuliert.

## Entwicklung
Das Designziel war, sich aus der Masse an Ego-Shootern durch Fokus auf Realismus abzuheben. Der Vorgänger Police Quest: SWAT 2 war ein zweidimensionales Echtzeit-Strategiespiel und wurde von einem anderen Team entwickelt. Sowohl Designer Tammy Dargan als auch Produzent Rod Fung waren am ersten Teil Police Quest: SWAT beteiligt und konnten Kontakt mit den SWAT-Einheiten des LAPD aufbauen, die dem Team anhand von Videomaterial realer Einsätze das Vorgehen erläuterten. Während der 18-monatigen Entwicklungszeit. Das Spiel wurde von Grund auf programmiert, wobei ein Prototyp mit Quake entwickelt wurde. Das Management drängte auf eine Veröffentlichung zum Weihnachtsgeschäft, weshalb der Mehrspielerteil nachgeliefert wurde. Als Karteneditor kam Worldcraft zum Einsatz, für 3D-Modelle wurde 3D Studio Max verwendet. Die letzten 10 Monate waren von zahlreichen Überstunden geprägt.

## Rezeption
Ein Planungsmodus wie in Rainbow Six fehle ebenso wie die Zusammenstellung der Ausrüstung und der Mehrspielermodus. SWAT 3 sei einfach zu beherrschen, geradlinig und doch sehr realistisch. Die Missionsstruktur im Karrieremodus sei nicht sonderlich komplex. Es böte dennoch abwechslungsreiche, spannende Missionen. Die Grafik sei die seinerzeit beste im Genre. Die Gegner verhalten sich intelligent, wobei die KI-Kameraden sich nicht präzise befehligen lassen. Der Schwierigkeitsgrad sei hoch. Blindes Losstürmen werde sofort abgestraft. Wie Rainbow Six: Rogue Spear hebe es sich von anderen Shootern ab.
Es wurden über 2 Millionen Kopien abgesetzt.